# Acitavoni
Gli Acitavoni erano un antico popolo alpino.

## Ubicazione e sottomissione a Roma
Non è chiaro dove fossero insediati, ma alcuni cartografi prenapoleonici li stanziarono in determinate vallate del Gran Paradiso, tra Valle d'Aosta e Piemonte, tra le quali la Valle Orco, Valle di Rhemes e Valsavarenche.

### Conquista romana
Gli Acitavonen vennero sottomessi a Roma nel contesto delle campagne di conquista di Augusto della Rezia e dell'arco alpino, condotte dai suoi generali Druso maggiore e il futuro imperatore Tiberio contro i popoli alpini tra il 16 e il 15 a.C.
Il nome degli Ambisonti è ricordato nel Trofeo delle Alpi ("Tropaeum Alpium"), monumento romano eretto nel 7-6 a.C. per celebrare la sottomissione delle popolazioni alpine e situato presso la città francese di La Turbie:
(Trofeo delle Alpi, Iscrizione frontale)

### Fonti primarie
- Trofeo delle Alpi